# Cantó de Baiona-Oest
El cantó de Baiona-Oest, (en euskera Baiona-Mendebaldea) és una divisió administrativa francesa, situada al departament dels Pirineus Atlàntics i la regió Nova Aquitània.
El seu Conseller general és Monique Larran-Lange, del PS. Està format per una part de la vila de Baiona. El 1982 li fou separada la part meridional (Arrangoitze i Basusarri) per a integrar-les al Cantó d'Ustaritz.

## Consellers generals
| Data d'elecció                             | Identitat            | Partit | Qualitat |
| ------------------------------------------ | -------------------- | ------ | -------- |
| 1973                                       | Francis Gaudeul      | RAD    |          |
| 1979                                       | Francis Gaudeul      | UDF    |          |
| 1992                                       | Francis Gaudeul      | UDF    |          |
| 1992                                       | Jean-Louis Domergue  | UDF    |          |
| 1998                                       | Jean-Louis Domergue  | UDF    |          |
| 2004                                       | Monique Larran-Lange | PS     |          |
| No es coneixen les dades anteriors a 1974. |                      |        |          |